# Microrregión de Ilhéus-Itabuna
La microrregión de Ilhéus-Itabuna es una de las  microrregiones del estado brasileño de la Bahía perteneciente a la mesorregión  sur Baiano. Su población fue estimada en 2007 por el IBGE en 1.081.347 habitantes y está dividida en 41 municipios. Posee un área total de 21.308,944 km². Es la microrregión con más ciudades en toda Bahía.

## Municipios
- Almadina
- Arataca
- Aurelino Leal
- Barra do Rocha
- Barro Preto
- Belmonte
- Buerarema
- Camacan
- Canavieiras
- Coaraci
- Firmino Alves
- Floresta Azul
- Gandu
- Gongogi
- Ibicaraí
- Ibirapitanga
- Ibirataia
- Ilhéus
- Ipiaú
- Itabuna
- Itacaré
- Itagibá
- Itaju do Colônia
- Itajuípe
- Itamari
- Itapé
- Itapebi
- Itapitanga
- Jussari
- Mascote
- Nova Ibiá
- Pau Brasil
- Santa Cruz da Vitória
- Santa Luzia
- São José da Vitória
- Teolândia
- Ubaitaba
- Ubatã
- Una
- Uruçuca
- Wenceslau Guimarães

### Municipios más desarrollados
- Área: Ilhéus.
- Comercio: Itabuna.
- Densidad demográfica: Itabuna
- IDH: Itabuna.
- Industria: Ilhéus.
- PIB (producto interno bruto - riqueza): Itabuna.
- PIB per cápita: Itabuna.
- Población: Ilhéus.
- Turismo: Ilhéus.